# Mort de Charles Wesco
La mort de Charles Wesco a lieu le 30 octobre 2018 lorsque Charles Wesco, un missionnaire américain de 44 ans, est tué par balles dans la localité de Bambui, dans la région du Nord-Ouest du Cameroun, lors de la crise anglophone.
Les gouvernements camerounais et américains ont des versions divergentes sur l'incident.

## Contexte
Fin 2016, une crise sociopolitique sans précédent éclate dans les deux régions anglophones du Nord-Ouest et du Sud-Ouest du Cameroun. Fin 2017, elle se transforme en conflit armé. En 2018, les affrontements entre l'armée et les séparatistes, disséminés par groupes dans la forêt équatoriale, sont quasi quotidiens. Plus de 175 membres des forces de défense et de sécurité camerounaises sont morts dans ce conflit, ainsi que plus de 400 civils, selon les ONG. À l'issue de l'élection présidentielle d'octobre 2018, le président Paul Biya, au pouvoir depuis 1982, est réélu pour un septième mandat avec 71,28% des voix.

## Faits

### Déroulement
Le 30 octobre 2018, le missionnaire américain Charles Wesco se rend à Bamenda depuis Bambili, où il est basé depuis deux semaines. Arrivé à Bambui, son véhicule essuie des tirs. Blessé lors de l'attaque, il est transporté à l'hôpital de Bamenda, où il succombe à ses blessures. Sa femme, qui se trouvait dans le même véhicule, ainsi qu'un de ses fils et un autre pasteur, s'en sortent indemnes.

### Version du ministère de la Défense
Le 31 octobre 2018, le ministre de la Défense Joseph Beti Assomo affirme que le missionnaire a été pris pour cible par des « terroristes » lors d'une tentative d'attaque contre une brigade de gendarmerie et une zone universitaire. Il ajoute : « touché à la tempe, il [a été] évacué dans un premier temps dans un centre de santé, puis transféré à l’hôpital régional de Bamenda où il a succombé à ses blessures ». Selon le ministre de la Défense, « l'incident » s'est produit à Bambui, à 14 km de Bamenda, lorsqu'un « groupe de terroristes armés » s'est introduit dans la zone « en vue d'attaquer la zone universitaire et la brigade territoriale de gendarmerie de Tubah ».
Le rapport indique qu'« immédiatement poursuivis par les forces de défense et de sécurité, les terroristes armés [ont riposté], ce qui [a provoqué] un affrontement entre eux et les forces positionnées autour de l'université de Bamenda », et ajoute que « le bilan fait état de quatre terroristes neutralisés, plusieurs blessés dans leurs rangs et quatre fusils de calibre 12 récupérés ».

### Version du département d'État des États-Unis
Le département d'État américain se garde bien d'accuser qui que ce soit, insistant sur le fait que Yaoundé a promis une « enquête approfondie » sur la mort de Charles Wesco. Un porte-parole de la diplomatie américaine Robert Palladino, déclare « nous avons été en contact avec de hauts responsables de la sécurité gouvernementale du Cameroun et nous estimons que la victime s'est retrouvée prise dans des tirs croisés ».

## Autopsie
Le 8 novembre 2018, le porte-parole du gouvernement camerounais Issa Tchiroma Bakary, affirme dans un communiqué d'État qu'une « autopsie a été pratiquée » à l'hôpital général de Yaoundé « en présence de médecins légistes camerounais et américains (et) d’un représentant de l’ambassade des États-Unis au Cameroun ». Il ajoute qu'« au cours de l’autopsie, les plombs extraits de la dépouille ont confirmé que les tirs (à l’origine du décès du missionnaire américain) provenaient bel et bien d’une arme du type calibre 12 utilisée, comme on le sait, par les terroristes sécessionnistes opérant dans les régions du Nord-Ouest et du Sud-Ouest ».

## Conséquence

### Incarcération d'une journaliste
Selon son avocate Alice Nkom, la journaliste Mimi Mefo Takambou est incarcérée dans la nuit du 7 novembre 2018 à Douala, après avoir été inculpée par un tribunal militaire pour « atteinte à la sûreté de l'État ». L'avocate précise qu'il lui est reproché d'avoir « relayé, tout en indiquant la source, un post disant que ce sont les balles de l'armée qui ont tué le missionnaire américain Charles Trumann Wesco ». La chaîne privée Équinoxe Télévision, pour laquelle travaille Mimi Mefo Takambou, annonce dans une édition spéciale que la journaliste avait été libérée le 10 novembre 2018. Deux jours après sa libération, le tribunal militaire de Douala abandonne les poursuites contre la journaliste.